# سنگستان (رامیان)
سنگستان (رامیان)، روستایی از توابع بخش فندرسک شهرستان رامیان در استان گلستان ایران است.

## جمعیت
این روستا در دهستان فندرسک شمالی قرار دارد و براساس سرشماری مرکز آمار ایران در سال ۱۳۸۵، جمعیت آن ۴۱۷ نفر (۱۱۶خانوار) بوده‌است.